# Palena (mjesec)
Palena (također Saturn XXXIII) je prirodni satelit planeta Saturna. To je unutarnji pravilni satelit s oko 4 kilometra u promjeru i orbitalnim periodom od 1 dana, 3 sata, 41 minutu i 23 sekunde.